# Bleidenstadter Kopf
Der Bleidenstadter Kopf ist ein 388,5 m ü. NHN hoher Berg im Taunus zwischen der hessischen Landeshauptstadt Wiesbaden und dem namensgebenden Stadtteil Bleidenstadt der Stadt Taunusstein.

## Geographie

### Lage
Der Bleidenstadter Kopf liegt im Stadtbezirk Nordost der Stadt Wiesbaden. Er gehört zum südlichen der beiden hier parallel verlaufenden Taunuskämme. Einen guten Kilometer nordwestlich liegt der Taunusübergang Eiserne Hand mit dem Bahnhof Eiserne Hand. Die Bundesstraße 54 (hier Aarstraße genannt) verläuft unmittelbar westlich am Gipfel vorbei. Gut einen Kilometer südwestlich liegt der Schläferskopf (454,2 m ü. NHN). Einen Kilometer südlich des Gipfels liegt der Tier- und Pflanzenpark Fasanerie mit dem Jagdschloss Fasanerie. Östlich des Bleidenstadter Kopfs verläuft das Tal des Kesselbachs.

### Höhe
Im Gipfelbereich befinden sich zwei Triangulationspunkte, die rund 125 m auseinander liegen. Der südliche Punkt ist im Natureg Viewer mit einer Höhe von 387,2 m eingetragen und so auch in der Karte des LAGIS verzeichnet. In den amtlichen Stadtplänen der Stadt Wiesbaden seit 1954 ist der nördliche Punkt mit einer Höhe von 388,5 m verzeichnet. Diese Höhe wird dem Bleidenstadter Kopf auch 1926 vom Geologen Max Galladé zugeschrieben. In der Karte Carl Kochs von 1880 ist die Höhe mit 1236 Fuß angeben, was rund 388 m entspricht.

### Naturräumliche Zuordnung
Der Bleidenstadter Kopf gehört in der naturräumlichen Haupteinheitengruppe Taunus (Nr. 30) und in der Haupteinheit Hoher Taunus (301) zur Untereinheit Wiesbadener Hochtaunus (301.2).

## Naturschutz
Der aus Taunusquarzit bestehende Gipfelbereich des Bleidenstadter Kopfs ist bewaldet. Das Waldstück gehört zu Hessen-Forst und ist als Kernfläche Naturschutz geschützt. Das Gebiet gehört zum Naturpark Rhein-Taunus, zum FFH-Gebiet Buchenwälder nördlich von Wiesbaden und zum Landschaftsschutzgebiet Stadt Wiesbaden.

## Vermeintlicher UFO-Absturz
Am 1. April 1950 veröffentlichte Wilhelm Sprunkel im Wiesbadener Tagblatt einen Aprilscherz mit einer Fotomontage, wonach am Bleidenstadter Kopf eine große fliegende Untertasse abgestürzt sei. Die US-amerikanische Armee habe einen Alien mit vier Fingern, deformiertem Kopf und großen, runden, feststehenden Augen ins Neroberghotel gebracht. Der Alien laufe mittags in der Nähe der Offiziersunterkunft herum, um sich an die Gravitation der Erde zu gewöhnen, und es gebe Sonderfahrten mit der Nerobergbahn. Am 7. April wurde der Artikel in der lokalen Zeitung der US-Armee Wiesbaden Post nachgedruckt und fand seinen Weg in die Akten des FBI. Diese wurden nach dem Freedom of Information Act veröffentlicht, das Bild von Ufologen entdeckt und als Evidenz für Alien-Sichtungen in Amerika dargestellt. Es wurde unter anderem von Charles Berlitz und William L. Moore in ihrem Buch zum Roswell-Zwischenfall (1980) sowie von Margaret Sachs in The UFO Encyclopedia (1980, S. 104) erwähnt und 1981 von Klaus Webner als schlechte Recherche entlarvt.